# Coppertone
Coppertone è un'azienda statunitense specializzata nella produzione di creme e lozioni abbronzanti. È di proprietà del gruppo Bayer, acquisita da Schering-Plough.

## Campagna pubblicitaria
L'azienda fu fondata nel 1944 quando il farmacista Benjamin Green inventò una lozione in grado di aumentare l'effetto dell'abbronzatura. Tuttavia la Coppertone divenne famosa nel 1953 grazie ad una efficace campagna pubblicitaria. Tale pubblicità mostrava una bambina in spiaggia che veniva tirata da un cagnolino nero che le afferrava fra i denti il costumino facendolo scendere leggermente e rivelando la differenza di abbronzatura fra il sedere della bimba ed il resto della pelle. L'immagine della pubblicità era accompagnata dallo slogan "Don't be a Paleface" (in italiano: "Non essere un viso pallido").
Il logo originale della Coppertone era il profilo di un nativo americano, ma, per essere più politicamente corretto, i pubblicitari della Coppertone lo sostituirono con l'immagine della bambina con il cane. Il disegno originale creato per la pubblicità andò perso in un incendio nel 1959 e fu ridisegnato da Joyce Ballantyne, la vincitrice di un concorso internazionale per illustratori. Ballantyne ricreò il logo, usando come modella sua figlia Cheri. Diversi anni dopo, la celebre attrice Jodie Foster esordì all'età di 3 anni, interpretando il ruolo di quella bambina negli spot televisivi della Coppertone.
In tempi più recenti l'immagine della bambina con il costume abbassato ha suscitato alcune perplessità, in merito alla nuova sensibilità sociale relativa alla pedofilia. Di fatto, nelle nuove versioni degli spot il cagnolino abbassa il costume della bimba solo leggermente, senza rivelarne il fondoschiena, oppure le tira la maglietta.
Nel 2019, Bayer ha venduto il marchio a Beiersdorf.